# 盧勗
盧勗（1445年—？），字汝成，廣東廣州府東莞縣人，竈籍，明朝政治人物。進士出身。

## 生平
早年出身縣學增廣生，舉廣東鄉試第四十四名。成化十一年（1475年）乙未科會試第二百七十八名，殿試登進士第三甲第三十四名。

## 家族
曾祖父盧玄祐。祖父盧祖永。父亲盧時定。